# Aliboron antennatum
Aliboron antennatum là một loài bọ cánh cứng trong họ Cerambycidae.